# Renvoi relatif à la rémunération des juges de la Cour provinciale de l'Île-du-Prince-Édouard
Le Renvoi relatif à la rémunération des juges de la Cour provinciale de l'Île-du-Prince-Édouard  est un avis important rendu par la Cour suprême du Canada en 1997 en réponse à une question de renvoi concernant la rémunération ainsi que l'indépendance et l'impartialité des juges des cours provinciales.
L'avis des juges majoritaires est à l'effet que tous les juges sont indépendants, et non seulement les juges des cours supérieures et les juges pénalistes des cours inférieures, comme le dispose la Constitution écrite. Des principes constitutionnels non écrits sont invoqués pour le démontrer, indiquant que ces principes prenaient de l'importance dans l'interprétation constitutionnelle. Le renvoi demeure également l'une des déclarations les plus définitives sur la mesure dans laquelle tous les juges au Canada sont protégés par la Constitution.
L'avis des juges majoritaires a établi que des commissions de rémunération indépendantes sont nécessaires pour aider à fixer les salaires à l'abri de toute manipulation politique. Ces commissions, décrites par la majorité comme  un « crible institutionnel »  et par la dissidence comme « un quatrième organe du gouvernement », font des recommandations dont les gouvernements ne peuvent s'écarter qu'avec des explications rationnelles. Cependant, la référence a fait l'objet de sévères critiques doctrinales.

## Les faits
Le renvoi est le résultat de la réunion de trois de contestations judiciaires relatives à l'impartialité et à l'indépendance des juges des cours provinciales du Manitoba, de l'Île-du-Prince-Édouard et de l'Alberta. Les pouvoirs des législatures provinciales de réduire les salaires des juges des cours provinciales ont été contestés en tant que violation de l'article 11 (d) de la Charte canadienne des droits et libertés, qui donne à un accusé le droit d'être présumé innocent jusqu'à preuve du contraire « par un tribunal indépendant et impartial à l’issue d’un procès public et équitable ».
À l'Île-du-Prince-Édouard et au Manitoba, les salaires des juges et ceux d'autres fonctionnaires ont été réduits pour lutter contre les déficits budgétaires de l'État. À l'Île-du-Prince-Édouard, diverses contestations judiciaires relatives l'indépendance des juges en relation avec les baisses salariales ont été soulevées par les défendeurs, ce qui a amené le gouvernement à soumettre deux questions de renvoi à sa Cour suprême. Seule question de renvoi a donné lieu à une conclusion de manque d'indépendance, à savoir le niveau insuffisant de l'inamovibilité. 
Au Manitoba, la diminution de salaires a été contestée directement par une association provinciale de juges. Pendant ce temps, en Alberta, les réductions des salaires des juges ont été soulevées par des défendeurs. En Alberta, le premier ministre Ralph Klein a aussi soulevé des inquiétudes en déclarant à la radio qu'un juge en particulier devrait être « très, très rapidement limogé ». Le juge avait menacé de simplement cesser de travailler parce qu'il croyait que son salaire était insuffisant. (La Cour suprême n'a que brièvement abordé cette question, affirmant que les propos de Klein étaient « malheureux, témoignant d’une incompréhension théorique et pratique du principe de l’indépendance de la magistrature au Canada »).

## Avis de la Cour
Le juge en chef Lamer et les juges L'Heureux-Dubé, Sopinka, Gonthier, Cory et Iacobucci ont accueilli les appels en partie, déclarant qu'il existait une protection constitutionnelle de l'indépendance et de l'impartialité judiciaires pour tous les juges.
Un problème qu'ils ont identifié est que l'indépendance des juges provinciaux n'est pas protégée aussi largement que celle des juges fédéraux en vertu des articles 96 à 100 de la Loi constitutionnelle de 1867. 
La majorité a interprété l'article 11d) de la Charte canadienne comme ne protégeant que l'indépendance dans l'exercice de la compétence dans par rapport aux infractions pénales (c'est-à-dire qu'elle protégerait les juges concernés par le droit pénal, mais pas par le droit civil). Cependant, l'article 11(d) n'est pas un texte  large ou exhaustif. 
La Cour a plutôt décidé de se pencher sur les normes constitutionnelles et a conclu que l'indépendance judiciaire était l'une de ces normes implicites dans le préambule de la Loi constitutionnelle de 1867. 
Bien que Lamer a reconnu qu'il existe une jurisprudence telle que le Renvoi : Résolution pour modifier la Constitution qui considère que le préambule n'a techniquement aucun effet obligatoire en soi, il a également conclu que le préambule énonce les «  principes fondamentaux qui sont à la source même des dispositions substantielles de la Loi constitutionnelle de 1867 » et « invitation à utiliser ces principes structurels pour combler les lacunes des termes exprès du texte constitutionnel ». 
Par implication, l'importance de l'indépendance judiciaire provient de la déclaration du préambule selon laquelle la Constitution du Canada devrait être similaire à celle du Royaume-Uni, et le Royaume-Uni a une tradition d'indépendance judiciaire. L’Act of Settlement de  1701 est particulièrement important pour l'indépendance. La Cour suprême était déjà parvenue à cette conclusion dans l'arrêt La Reine c. Beauregard  de 1986. Cependant, la Cour affirme maintenant que puisque les tribunaux sont plus importants aujourd'hui, l'indépendance judiciaire est devenue un enjeu fondamental qui ne devrait pas être réservé aux seules cours supérieures, comme l'énonce l’Act of Settlement. La Constitution peut s'adapter à l'évolution des circonstances à cet égard. 
Cette interprétation de la Constitution britannique a suscité des critiques. La forme britannique d'indépendance judiciaire était plus limitée en 1867, ne s'étendant pas aux tribunaux inférieurs ni ne limitait le pouvoir du gouvernement d'abaisser la rémunération des juges. En tout cas, aucune loi du Parlement ne peut être déclarée ultra vires par un tribunal de droit britannique. C'est pourquoi l'universitaire Jeffrey Goldsworthy a attaqué la décision comme "une contradiction en soi, une vague référence à "l'évolution" combinée à une analogie manifestement fausse et une évasion").
La Cour a ensuite examiné l'article 11d) de la Charte canadienne d'après la jurisprudence, à savoir l'arrêt Valente c. La Reine, a identifié trois exigences fondamentales de l'indépendance judiciaire : 1) l'inamovibilité 2) la sécurité financière et 3) une certaine indépendance administrative. De même, l'indépendance judiciaire peut être divisée en deux types d'indépendance : 1) l'indépendance individuelle appartenant à un juge et 2) l'indépendance institutionnelle d'un tribunal dans son ensemble. Un juge doit également être raisonnablement considéré comme indépendant. Il est possible, selon Lamer, d'interpréter chacune des trois exigences à la lumière des deux types d'indépendance; cette affaire, en particulier, examinait comment la sécurité financière appartient à la fois à un juge et à la cour dans son ensemble. Cette question irait au-delà de l'arrêt Valente, puisque cette décision ne traitait la sécurité financière que comme une question d'indépendance individuelle.
La Cour a souligné que l'on s'attend à une indépendance institutionnelle des tribunaux provinciaux en raison de leur rôle accru dans le règlement des différends dans le pays. Comme l'a démontré une précédente affaire d'indépendance judiciaire (L'arrêt Beauregard), l'indépendance institutionnelle est nécessaire pour que les tribunaux puissent protéger la Constitution, la primauté du droit et la justice fondamentale. Cela nécessite plus de séparation des pouvoirs ; alors que l'indépendance judiciaire a normalement été comprise comme protégeant le pouvoir judiciaire contre l'exécutif, la Cour a maintenant conclu que le pouvoir judiciaire devrait être libre de toute manipulation de la part du pouvoir législatif. Les cours provinciales doivent bénéficier de cette indépendance, comme en témoigne leur traitement d'affaires importantes telles que R. c. Big M Drug Mart Ltd. de 1983.
Pour ces raisons, il a été fortement suggéré que le gouvernement établisse des commissions salariales judiciaires, ce qui écarte les obiter dicta dans la précédente affaire historique d'indépendance judiciaire, Valente c. La Reine, qui avait jugé que de telles commissions étaient souhaitables mais pas nécessaires. En l'espèce, les juges ont observé que les commissions pouvaient se prémunir contre la manipulation par l'exécutif et le législatif. Si la rémunération des juges provinciaux doit être augmentée, abaissée ou maintenue au même niveau, cela peut s'effectuer en même temps que la rémunération d'autres salariés du gouvernement ou avec les juges seuls. L'indépendance continue des juges, cependant, restera manifeste dans l'une ou l'autre de ces circonstances si elle implique un examen par un organe « indépendant, efficace et objectif », c'est-à-dire les commissions salariales.
Bien que les recommandations salariales de ces commissions ne soient pas contraignantes, elles doivent être prises au sérieux. Tout rejet d'une recommandation par le gouvernement devra être justifié et pourra être contesté devant une cour de justice. Cependant, la justification n'a pas besoin d'être examinée dans la mesure où une décision gouvernementale sera examinée en vertu de l'article un de la Charte canadienne des droits et libertés. Au lieu de cela, les gouvernements doivent seulement montrer que leurs rejets sont rationnels, et la rationalité peut être mesurée de la manière dont elle a été mesurée par la Cour suprême dans le Renvoi : Loi anti-inflation de 1976.
Un autre avantage des commissions salariales est qu'elles éliminent les négociations salariales directes entre le gouvernement et les juges. De telles négociations directes soulèvent naturellement des inquiétudes quant à ce qui est exactement négocié, à savoir qu'on craignait que les gouvernements puissent manipuler les juges pour qu'ils prennent des décisions d'une certaine manière. Afin de s'assurer que le gouvernement ne laisserait pas délibérément les salaires des juges tomber en dessous du coût de la vie, par rapport à l'inflation, il a également été décidé que les commissions se réuniraient régulièrement, par exemple une fois tous les trois à cinq ans.
Puisque l'indépendance judiciaire est garantie par le préambule, les juges de droit civil ont droit à ces commissions salariales, même s'ils n'ont aucun droit en vertu de l'article 11 (d) de la Charte canadienne.
Revenant aux faits du litige, la Cour suprême a reproché aux gouvernements de l'Île-du-Prince-Édouard et de l'Alberta de ne pas avoir consulté les commissions salariales ni d'avoir créé de tels organismes dès le départ. Pour cette raison, les actions de ces gouvernements ont enfreint l'article 11d) de la Charte des droits. Le Manitoba disposait d'une commission salariale, mais ses actions étaient inconstitutionnelles parce que le gouvernement provincial ne l'utilisait pas.
Puisque ces conclusions découlent de l'article 11d) de la Charte, la Cour a examiné si les violations aux droits pouvaient être justifiées en vertu de l'article 1 de la Charte des droits, ce qui constitue la démarche judiciaire habituelle quand un droit est violé. L'article 1 exige généralement une raison gouvernementale valable pour violer les droits, et dans ce cas, les actions de l'Île-du-Prince-Édouard et de l'Alberta ont échoué au test de l'article 1 parce qu'elles n'ont pas expliqué pourquoi elles n'avaient pas de commissions salariales. De même, le Manitoba n'a pas expliqué pourquoi il n'avait pas utilisé sa commission salariale. 
Un commentateur universitaire a suggéré que l'analyse fondée sur l'article 1 était en fait inutile puisque le droit à une commission est basé dans le préambule, qui n'est pas soumis à l'article 1.

## Jugement dissident
Le juge La Forest, le seul juge dissident dans cette affaire, a rejeté la conclusion de la majorité selon laquelle un principe constitutionnel non écrit protège le droit aux commissions salariales des juges. Il se méfie beaucoup de la « découverte » de  nouveaux principes, surtout lorsqu'une certaine protection des juges se trouve déjà ailleurs dans le texte de la Constitution, à savoir l'article 11 (d) de la Charte canadienne, qui faisait l'objet de cette affaire. L'avocat qui représentait les juges s'était principalement appuyé sur l'article 11 d) de la Charte et n'avait parlé que brièvement de règles non écrites. La Forest a également affirmé que l'article 11 (d) accordant l'indépendance uniquement aux juges pénalistes de Cours non supérieures, et ne l'accorde pas aux juges civilistes de Cours non supérieures, reflète l'intention du constituant, car «   le fait d’être accusé d’un crime est l’un des contacts les plus marquants qu’un individu peut avoir avec la puissance de l’État ». 
La Forest a ensuite rappelé que le pouvoir judiciaire est limité de sorte qu'un tribunal « n'amorce pas les choses et ne poursuit pas de programme propre. » Cela l'a fait craindre que la majorité se lance dans une discussion approfondie et inutile sur des principes non écrits. Il accepté l'existence de principes non écrits, mais il a contesté que des limites aux décisions gouvernementales pourraient être trouvées dans le préambule. Il n'y a aucune tradition protégée d'indépendance judiciaire contre le Parlement. La souveraineté parlementaire demeure essentielle au Royaume-Uni même après l'Act of Settlement ; ainsi, les tribunaux britanniques ne peuvent pas invalider une loi, même si la loi est généralement considérée comme erronée. 
La Forest a reconnu que cela pouvait être considéré comme une « argutie de forme » puisque les tribunaux au Canada ont le pouvoir d'invalider des lois , mais il a poursuivi son raisonnement en affirmant que l'Act of Settlement ne couvrait que les juges de Cours supérieures et non les juges de Cours inférieures. Il a également déclaré que les tribunaux doivent avoir des motifs plus clairs pour limiter les actions législatives, remettant ainsi en cause des arrêts antérieurs tels que Switzman c. Elbling (1957), qui s'appuyait sur la déclaration des droits implicite. Il a cité l'arrêt Dupond c. Ville de Montréal et autre (1978) en tant que décision antérieure de la Cour suprême remettant en cause la Déclaration implicite des droits. Si une déclaration implicite des droits existait, on devrait la trouver dans l'acte instituant le Parlement à l'article 17 de la Loi constitutionnelle de 1867, et elle devrait permettre la souveraineté parlementaire au lieu de la limiter.
En l'espèce, La Forest a cité Valente et R. c. Lippé pour montrer que l'article 11 (d) ne garantit pas un type d'indépendance qui soit le plus favorable aux juges. La conclusion dans l'arrêt Valente selon laquelle les comités de rémunération des juges n'étaient pas nécessaires était donc valable ; l'article 11 (d) laissait la place à la détermination des méthodes pouvant être utilisées pour atteindre l'indépendance. En l'espèce, les salaires des juges ont été abaissés en même temps ceux d'autres employés du gouvernement, et cela ne semble pas avoir soulevé de préoccupations quant à l'indépendance judiciaire. Puisqu'une commission de rémunération des juges ne devrait probablement pas avoir de problème avec cela, comme l'a reconnu Lamer, La Forest a estimé que l'exigence que la commission examine la question constitue «  une victoire de la forme sur le fond ».
La Forest a également estimé qu'exiger de telles commissions était également « ce qui, à certains égards, équivaut pratiquement à un quatrième organe du gouvernement pour surveiller l’interaction entre les organes politiques et le pouvoir judiciaire ». Il serait suffisant que les juges se contentent de demander si les décisions sont raisonnables.

## Nouvelle audience
Le renvoi de 1997 a causé de nombreux défis relativement à la création de comités de rémunération. Certains gouvernements avaient besoin de plus de temps pour les établir et les consulter. De plus, en concluant que les Cours provinciales n'étaient pas indépendantes parce que les commissions salariales n'étaient pas utilisées, le renvoi pouvait laisser entendre que les décisions de droit pénal des Cours provinciales étaient invalides en vertu de l'article 11 (d) de la Charte canadienne, puisque les défendeurs n'étaient pas jugés devant des tribunaux indépendants. Par conséquent, les gouvernements de l'Alberta, du Manitoba et de l'Île-du-Prince-Édouard se sont à nouveau tournés vers la Cour. 
Dans le Renvoi relatif à la rémunération des juges de la Cour provinciale de l’Île-du-Prince-Édouard numéro. 2  de 1998, Lamer, au nom d'un tribunal unanime, a décidé que la nécessité imposait que les tribunaux provinciaux dépendants soient jugés acceptables pour le moment. En outre, à la suite de la deuxième décision, l'exigence de commissions n'est devenue exécutoire que le 18 septembre 1998.